# Otilino Tenorio
Otilino Tenorio (Guayaquil, 1 de febrero de 1980-Los Ríos, Ecuador, 7 de mayo de 2005) fue un futbolista ecuatoriano que jugaba de delantero y su primer equipo fue Emelec.

## Trayectoria
Su nombre real era Otelino, pero como todos lo llamaban Otilino, así se lo conoció durante su corta carrera. Apodado "Oti", "Otigol" y "Spiderman del Fútbol", este último apelativo ganado dado que cuando marcaba un gol, se colocaba una máscara de Spiderman, dicha celebración se hizo muy popular internacionalmente.
Empezó su carrera deportiva profesional en Club Sport Emelec de Guayaquil, donde se destacó por sus grandes habilidades goleadoras. En Emelec consiguió ser el máximo goleador de la historia de la Copa Merconorte con 11 tantos, y goleador de la Copa Merconorte 2001 con 7 anotaciones, además de haber sido subcampeón de ese torneo internacional ese año con Emelec.
Luego de varios años en el equipo ecuatoriano fue transferido al fútbol extranjero, donde tuvo una corta experiencia. Su regreso al fútbol ecuatoriano se da por interés del club El Nacional, el cual lo contrató en el 2004, en donde no tuvo seguimiento debido a una grave lesión. En el 2005 se recuperó de su lesión y empezó a tener un gran rendimiento deportivo. 
Paradójicamente, su último gol se lo hizo al equipo de sus amores, Emelec, el 17 de abril del 2005 en el estadio Olímpico Atahualpa en la victoria de El Nacional por 5-2. Ese día anotó 3 goles y no los festejó con la clásica máscara sino que con un corazón de felpa que decía: "Con Amor!!". Además, su último partido en el campeonato ecuatoriano también fue ante el Emelec, en la derrota de su equipo 0-2, el 24 de abril del mismo año en el estadio Capwell, en ese cotejo Otilino erró un penal y salió expulsado. La hinchada local, comenzó a gritar: "Otilino, Otilino", sin saber que ese grito era en realidad una despedida.

## Fallecimiento
Dos semanas después, el 7 de mayo de 2005, falleció al chocar su vehículo contra un autotanque de combustible y camión de gases en la carretera entre las localidades de Santo Domingo de los Colorados y Quevedo, en el caserío Los Ángeles cerca de la parroquia Patricia Pilar en la provincia de Los Ríos.
"Hoy, más que cualquier otro día, pienso en el hombre, no en el jugador de fútbol. Pienso en la sonrisa de Otilino, en su alegría, pienso en que siempre quería estar bien con todo el grupo, alegrarlos. Pienso en el don de gente de Otilino", dijo el director técnico de la Selección Ecuatoriana de Fútbol de ese entonces, Luis Fernando Suárez, quien aseguró que Tenorio tenía "una personalidad maravillosa". "Estoy muy triste, porque perdemos a un gran hombre, valioso como ser humano". Tuvo un multitudinario entierro en el Cementerio General de Guayaquil.
Como un homenaje a su memoria, en el Mundial de Alemania 2006, Iván Kaviedes se puso una máscara amarilla del "Hombre Araña", luego de marcar el tercer gol de la "Tricolor" en el triunfo sobre Costa Rica por 3-0.

## Selección nacional
Fue internacional con la selección de fútbol de Ecuador en 13 ocasiones. Su debut fue el 16 de octubre de 2002 en un partido amistoso ante Costa Rica.

### Participaciones internacionales
- Eliminatorias al Mundial Alemania 2006.

## Clubes
| Club        | País           | Año       |
| ----------- | -------------- | --------- |
| Emelec      | Ecuador        | 1998-2001 |
| Santa Rita  | Ecuador        | 2001      |
| Emelec      | Ecuador        | 2002-2003 |
| Al-Nasr     | Arabia Saudita | 2003      |
| El Nacional | Ecuador        | 2004-2005 |

## Palmarés

### Campeonatos nacionales
| Título             | Club   | País    | Año  |
| ------------------ | ------ | ------- | ---- |
| Serie A de Ecuador | Emelec | Ecuador | 2001 |
| Serie A de Ecuador | Emelec | Ecuador | 2002 |

### Distinciones individuales
| Título                         | Club   | País    | Año  |
| ------------------------------ | ------ | ------- | ---- |
| Goleador de la Copa Merconorte | Emelec | Ecuador | 2001 |